# Donji Ranković
Pour les articles homonymes, voir Ranković.
Donji Ranković (en serbe cyrillique : Доњи Ранковић) est un village de Bosnie-Herzégovine. Il est situé dans la municipalité de Teslić et dans la république serbe de Bosnie. Selon les premiers résultats du recensement bosnien de 2013, il compte 1 001 habitants.

## Démographie

### Évolution historique de la population dans la localité
| 1948 | 1953 | 1961 | 1971 | 1981 | 1991 | 2013  |
| ---- | ---- | ---- | ---- | ---- | ---- | ----- |
| -    | -    | 639  | 700  | 828  | 963  | 1 001 |

|  |